# Helenoconcha
Helenoconcha é um género de gastrópode  da família Charopidae.
Este género contém as seguintes espécies:
- Helenoconcha leptalea
- Helenoconcha minutissima
- Helenoconcha polyodon
- Helenoconcha pseustes
- Helenoconcha sexdentata